# إيرل (لقب)

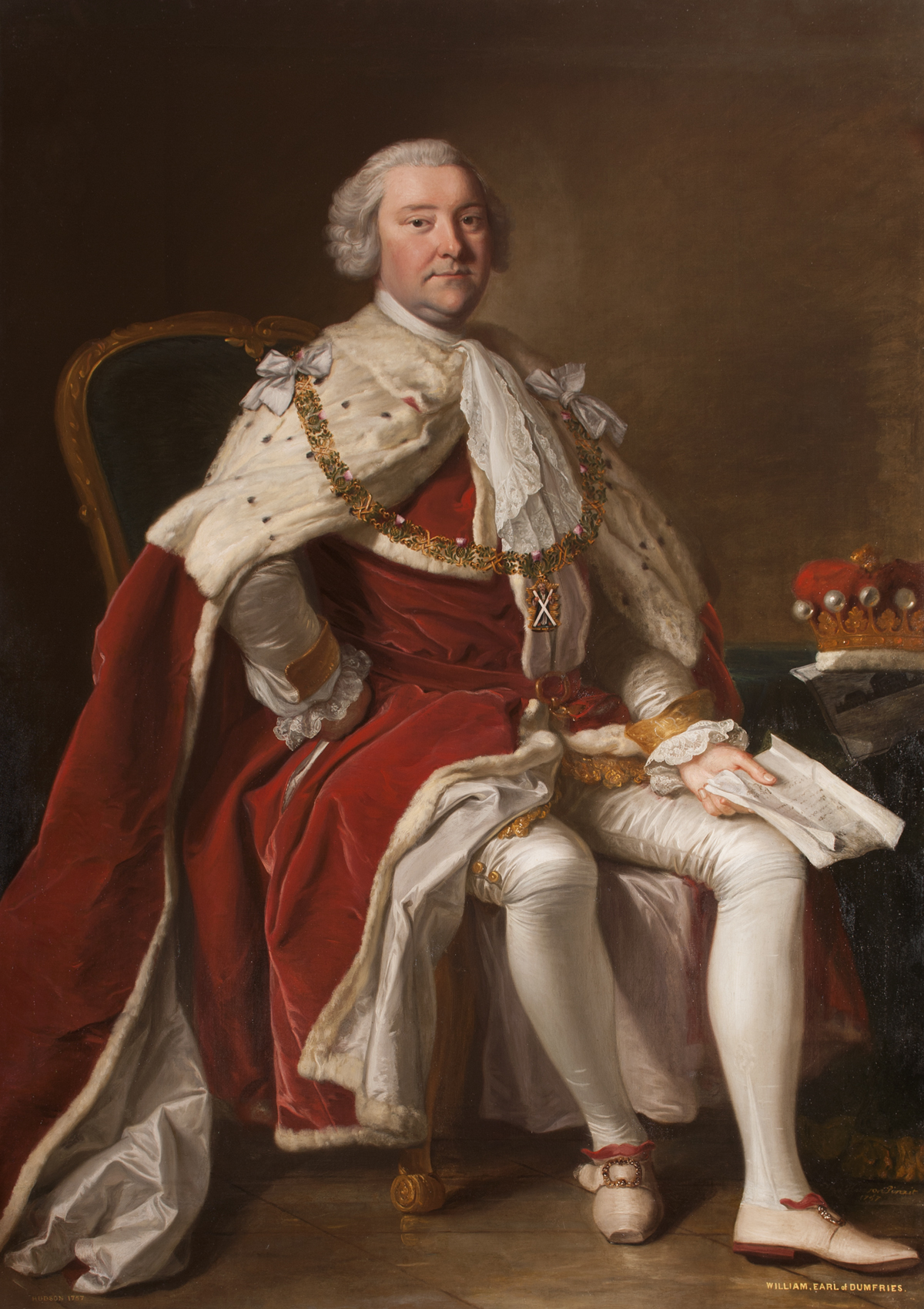
.هدسون-ويليام دالريمبل كريشتون، إيرل دومفريز الخامس

إيرل (بالإنجليزية: Earl، وتُلفظ: /ɜːrl/) هو عضو في طبقة النبلاء. يعود أصل العنوان إلى الكلمة الإنجليزية القديمة "eorl"، والتي تعني «رجل ذو ذو مولد أو رتبة نبيلة». تتشابه الكلمة مع الكلمة الاسكندنافية "jarl"، والتي تعني «زعيم»، ولا سيما «زعيم قبلي» يحكم منطقة ما بالنيابة عن الملك. في الدول الاسكندنافية، وخلال العصور الوسطى، أصبحت كلمة أيرل قديمة وتم استبدالها بلفظة «دوق (duke)». بعد الفتح النورماندي، أصبح لقب «أيرل» معادلاً للقب كونت. ومع ذلك، في وقت سابق في الدول الاسكندنافية، كان "Jarl" يعني أيضًا أميرًا ذا سيادة. على سبيل المثال، كان حكام العديد من ممالك النرويج الصغيرة يحملون لقب أيرل وفي كثير من الحالات كان لديهم ذات السلطة التي لدى جيرانهم ممن يحملون لقب الملك. تُستخدم كذلك أسماء بديلة للرتب المكافئة لـ «إيرل / كونت» في بلدان أخرى، مثل الكازوكو (伯爵) من عصر الإمبراطورية اليابانية.
في بريطانيا الحديثة، الإيرل هو عضو في طبقة النبلاء، ويحتل مرتبة أدنى من المركيز وأعلى من الفيكونت. لم يتطور لفظ أنثوي للإيرل؛ بدلا من ذلك، يتم استخدام لفظ الكونتيسة.

## الإيرل في المملكة المتحدة والكومنولث

### صيغ اللقب

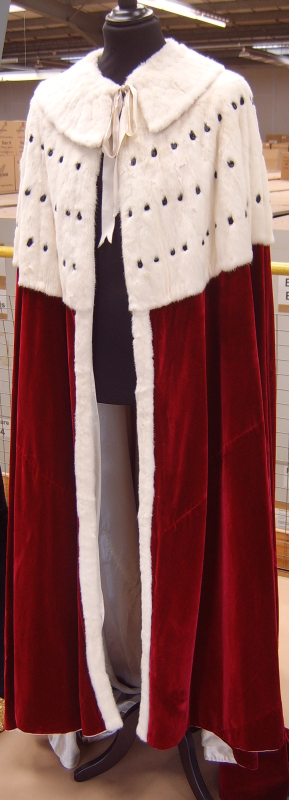
رداء حفل تتويج الأيرل

يقال «إيرل كذا» نسبة للموضع، مثلا إيرل كيري (Earl of Kerry) و«الإيرل كذا» نسبة لاسم العائلة، مثلا إيرل غارنديسون (Earl Grandison) وفي كلتي الحالتين يلقب الإيرل بـ«اللورد كذا» (Lord) للذكر و«الليدي كذا» (Lady) للأنثى. يستخدم لقب الكونتيسة لمن تحمل لقبًا خاصًا بها كأيرل، لكن زوجها لا يحمل لقب (إلا أن يكون لديه لقبه الخاص).
يحق للابن الأكبر لإيرل، وإن لم يكن هو نفسه نبيلًا، أن يستخدم لقب نبالة، عادةً ما يكون أعلى ألقاب والده الصغرى (إن وجدت)، على سبيل المثال، الابن الأكبر لإيرل ويسيكس هو جيمس، فيكونت سيفيرن. يحق للابن الأكبر «للابن الأكبر» لإيرل استخدام أحد ألقاب جده الصغرى، وعادةً ما يكون ثاني أعلى الألقاب الصغرى. يُلقب الأبناء الأصغر سنًا بالمحترم "the Honourable"، والبنات بسيدة "Lady" (تعتبر السيدة ديانا سبينسر مثالًا معروفًا لهذا).
لا فرق بين ألقاب النبالة التي تُمنح لأولاد الإيرل وأبناء الكونتيسات في حد ذاتها، بشرط أن يكون زوج الكونتيسة أقل مرتبة منها. أما في حال كان زوجها أعلى منها مرتبة، فيُمنح أطفالهم ألقابًا حسب رتبة الأب.
في حالة نبلاء اسكتلندا، عندما لا تكون هناك ألقاب نبالة متضمنة، فإن وريث الإيرل، وفي الواقع أي مستوى من النبلاء، هو سيد "Master"، والأبناء المتعاقبون يلقبون بال«محترم».

### إنجلترا

#### تغير سلطة إيرلات إنجلترا
في إنجلترا الأنجلوسكسونية (من القرن الخامس إلى القرن الحادي عشر)، كان للإيرل السلطة على مناطقهم الخاصة ولهم الحق في إصدار الأحكام في محاكم المقاطعات، وفقًا لتفويض من الملك. كان من واجباتهم جمع الغرامات والضرائب وفي المقابل حصلوا على «الفلس الثالث»، وهو ثلث الأموال التي جمعوها. في أوقات الحروب قادوا جيوش الملك.
عمل الأيرلات في الأساس كحكام ملكيين. على الرغم من أن لقب «إيرل» كان مساويًا اسميًا لـ «الدوق»، لكن على عكس الدوقات، لم يكن الإيرل حاكم فعلي في حقه الطبيعي.